# Métro d'Oufa
Le métro d'Oufa est un système de métro qui a été planifié pour la ville d'Oufa en Bachkirie (Russie), et souvent repoussé. Les premières études remontent à la fin des années 1980. Le 30 mai 1996 a été organisée une cérémonie marquant le début de travaux de préparation. Huit stations étaient prévues à l'origine. En 1998, le gouvernement décide de mettre en service les premières rames avant 2007. En 2004, cette date est repoussée à 2010. Pour des raisons financières, la construction est arrêtée en 2005. Aucune reprise de la construction n'est prévue.

## Histoire
À partir de 1997, un tronçon de 9,1 kilomètres est construit entre les stations Pervomaiskaya (Первомайская) et Sportivnaya (Спортивная). Cette ligne nord-sud devait être mise en service en 2008, et être complétée ultérieurement par une ligne est-ouest et nord ouest-sud-est. Pour des raisons financières, la construction est arrêtée en 2005. Une rentabilité d'exploitation n'est pas envisageable : d'autres projets d'investissement sont privilégiés pour la ville. Un facteur décisif a sans doute été le fait que l’État russe ne souhaitait financer plus que 20 % des travaux de construction et que les administrations locales et régionales ne pouvaient pas financer la part restante.

## Stations (prévues)
- Pervomaïskaïa (Первомайская)
- Oulyanovykh (Ульяновых)
- Parkovaïa (Парковая)
- Boulvar Moussy Gareyeva (Бульвар Мусы Гареева)
- Plochtchad Lenina (Площадь Ленина)
- Sportivnaïa (Спортивная)